# Rubus rufescens
Rubus rufescens är en rosväxtart som beskrevs av P. J. Müll. och Lefevre. Rubus rufescens ingår i släktet rubusar, och familjen rosväxter. Inga underarter finns listade i Catalogue of Life.